# KlompenVincent
Vincent Hermanus Gerardus (Vincent) Luchtenberg (Raalte, 28 september 1976), beter bekend onder zijn pseudoniem KlompenVincent, is een Nederlandse zanger.

## Idols
Eind 2002 deed Luchtenberg mee aan de voorrondes van het eerste seizoen van het televisieprogramma Idols. Hoewel hij niet door de eerste ronde kwam, wist hij met zijn optreden toch een positieve indruk op de jury te maken. Met een klompendansje bracht hij het nummer As 't mot van Normaal ten gehore.
In februari 2003 verscheen Luchtenberg bij Idols opnieuw voor het voetlicht. Samen met elf andere deelnemers (afvallers) nam hij een single en videoclip op. Het betrof een cover van Thank You for the Music van ABBA. Tijdens de opname van de clip werd Luchtenberg gescout door verzekeringsbedrijf Achmea. Deze maatschappij nam met hem een reclamefilmpje op voor in haar campagne "helaas berusten deze beelden niet op de werkelijkheid", waarin Luchtenberg met zijn uitvoering de finale van het programma won.

## Carrière na Idols
Luchtenberg werd gecontracteerd door Willie Oosterhuis en Edwin van Hoevelaak van de Regiotappers (RTV Oost). Samen met de Regiotappers bracht Luchtenberg een single uit. Dit was weer een cover, ditmaal van het nummer Oerend Hard van Normaal.
Eind 2003 bracht Luchtenberg de dvd KlompenVincent: The Movie uit en niet veel later werd door Johan Vlemmix een duet in een videoclip met Herman Berghuis geregeld.
Vlemmix nam Luchtenberg in de zomer van 2004 mee op tournee naar discotheek de Skihut op Salou, waarna hij zich aansloot bij de Antiheldentour. Vanaf eind 2004 trad hij regelmatig op met Berghuis, Robert-Jan Habich en Ronnie Jackson.
In 2006 werd het programma X Factor voor het eerst uitgezonden. Uit dit programma worden André Pronk en het Duo Roef en Marian toegevoegd aan de Antiheldentour.
Eind 2007 liep de Antiheldentour ten einde en ging Luchtenberg solo-optredens verzorgen. Zijn repertoire veranderde langzaam van Boerenrock naar Après Ski.
Tijdens de uitzendingen van De 25 van SBS6 was Luchtenberg regelmatig te zien. In de aflevering De 25 grootste eendagsvliegen werd hij door Henkjan Smits als de meest succesvolle afvaller van Idols genoemd. Tevens eindigde hij in deze uitzending samen met collega Herman Berghuis op de eerste plaats als eendagsvlieg.
Oerend Hard is de enige officieel uitgebrachte single. Hierna heeft hij nog diverse malen nummers opgenomen. Deze zijn echter alleen als MP3 uitgebracht.

## Discografie
- 2003 - Thank you for the Music
- 2003 - Oerend Hard (single)
- 2005 - Niets is te dol / Jodelie
- 2007 - Kom van dat dak af

### Dvd
- 2003 - KlompenVincent The Movie